# Mleczna (dopływ Gostyni)
Mleczna (dawniej nazywana Dupiną) – rzeka w południowej Polsce w województwie śląskim. Przepływa przez miasta: Katowice, Tychy i Bieruń.
Źródła rzeki Mlecznej leżą na wysokości 290 m n.p.m. w pobliżu zachodniej granicy rezerwatu przyrody Ochojec w Katowicach. Następnie biegnie przez Tychy i na południu Bierunia (przy granicy z Bojszowami) wpada do Gostyni. Rzeka Mleczna płynie w kierunku południowo-wschodnim, natomiast przy ujściu rzeki Przyrwy zmienia kierunek na południowy. Powierzchnia zlewni wynosi 142 km², co stanowi około 41% całkowitej zlewni Gostyni, czyniąc ją największym jej dopływem.
Do najważniejszych dopływów rzeki Mlecznej należą:
- Prawe dopływy:
  - Bagnik
  - Rów Cetnik (Cofnik)
  - Kaskadnik
  - Bielawka
  - Potok Mąkołowiec
- Lewe dopływy
  - Rów Piotrowicki
  - Rów Graniczny
  - Rów Podleski
  - Malownik
  - Rów Murckowski
  - Pstrążnik
  - Przyrwa
  - Potok Stawowy